# Jorge Lino Romero
Jorge Lino Romero Santacruz (* 23. Oktober 1932, nach anderen Quellen 23. September 1937, in Luque) ist ein ehemaliger paraguayischer Fußballspieler. Er nahm an der Fußball-Weltmeisterschaft 1958 in Schweden teil.

## Vereinskarriere
Der Stürmer begann seine Profikarriere in seiner Heimatstadt bei Sportivo Luqueño. 1956 wechselte er zum Club Libertad aus Asunción. Im selben Jahr schloss er sich dem Club Sol de América an, mit dem er 1957 paraguayischer Vizemeister wurde.
Nach der Weltmeisterschaft 1958 in Schweden blieb er in Europa und ging nach Spanien zum Erstligaaufsteiger Real Oviedo. Nachdem er in seiner ersten Saison in der Primera División auf 24 Einsätze kam, in denen er sieben Tore erzielte, wurde er in den beiden folgenden Spielzeiten kaum noch berücksichtigt. 1961 verließ er Spanien und spielte bis 1964 für die salvadorianischen Klubs Atlante San Alejo und Atlético Marte. Mit San Alejo wurde er 1962 salvadorianischer Vizemeister.

## Nationalmannschaft
Bei der Fußball-Weltmeisterschaft 1958 gehörte er dem paraguayischen WM-Kader an. Er kam in allen drei Vorrundenspielen zum Einsatz und erzielte bei der 3:7-Niederlage gegen Frankreich sowie beim 3:3 gegen Jugoslawien je einen Treffer. Paraguay schied nach der Gruppenphase als Dritter der Gruppe 2 aus dem Turnier aus.